# 五百淵公園
五百淵公園（ごひゃくぶちこうえん）は、福島県郡山市にある公園。公園面積152,000.0㎡。

## 概要
五百渕池や山林、野鳥の森学習館などの周辺15.2ヘクタールからなる公園。桜の名所や野鳥の楽園として知られる。

## 歴史
- 1630年（寛永7年）- 会津藩主・加藤嘉明の治政下で灌漑用池として築造される[4]。元の名は名倉池。
- 1932年（昭和7年） - 200本の桜が植樹される。
- 1937年（昭和12年） - 風致地区に指定される。
- 1963年（昭和38年） - 周辺を都市公園とすることが決定される。
- 2002年（平成14年） - 公園内に野鳥の森学習館が開館する。

## 施設

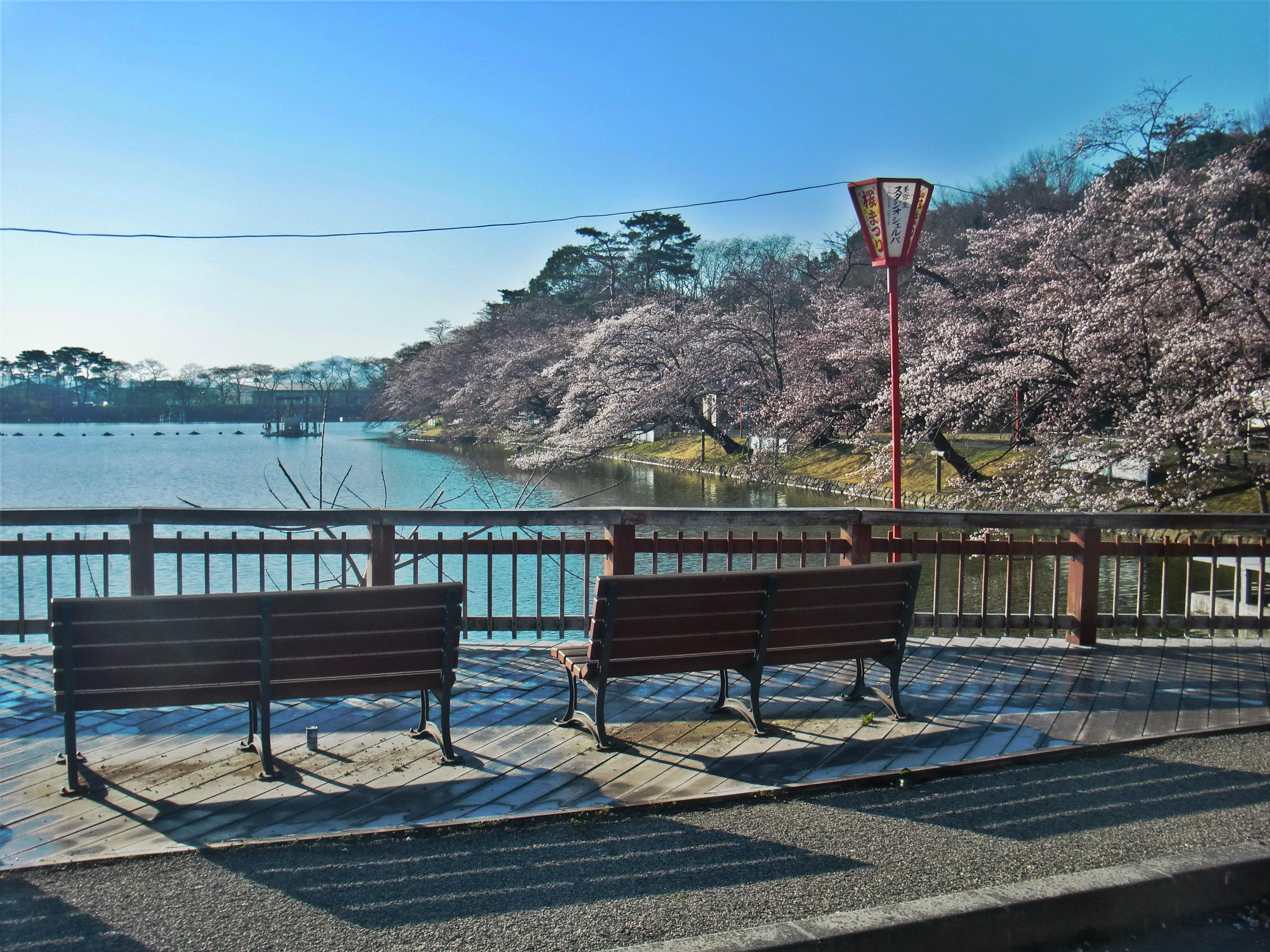
観察デッキ付近

- 五百渕池
- ヨシ原
- 観察デッキ
- 野鳥の森
- 滑り台、その他遊具
- トイレ
- 野鳥の森学習館

## 所在地・アクセス
- 福島県郡山市山崎1-1
  - JR東北本線郡山駅1番バス乗り場よりバス栄町経由柴宮団地行きで桜小学校下車、徒歩5分。
  - 郡山南ICより車で15分、駐車場池南西側に7台と野鳥の森学習館用が5台

## 周辺
- 南川渓谷 - 小川沿いの遊歩道
- 久留米水天宮 - 久留米からの移植者の心の拠り所として創建（久留米の水天宮の分霊）、開墾資料館あり
- JA福島さくら 旬の庭 久留米店 - 農産物直売所
- ヨーグルト専門店モーニング 菜根本店
- 香久池公園 - 同じく池を中心とした桜の名所の公園